# Camden (Dél-Karolina)
Camden város az USA Dél-Karolina államában. Lakosainak száma 7788 fő (2020. április 1.).

## Népesség
A település népességének változása:
| Lakosok száma | 7462 | 6696 | 6682 | 6838 | 7788 |
|               | 1980 | 1990 | 2000 | 2010 | 2020 |